# Jens Nowotny
Jens Daniel Nowotny (Malsch, 11 de janeiro de 1974) é um ex-futebolista alemão que atuava como zagueiro. 
Seu sobrenome é de origem tcheca, sendo originalmente Novotný.